# 哈利斯科新生代贩毒集团
哈利斯科新生代贩毒集团（西班牙語：Cártel de Jalisco Nueva Generación，發音：[ˈkaɾtel ðe xaˈlisko ˈnweβa xeneɾaˈsjon]，简称CJNG）是墨西哥的一个犯罪集团，总部位于哈利斯科州，由内梅西奥·奥塞格拉·塞万提斯（“埃尔·门乔”）领导。该集团的特点是极端暴力和公关宣传。尽管其以涉足各类犯罪活动而闻名，但贩毒（主要是可卡因和冰毒）仍占其收入的大头。该集团会使用无人机和火箭推進榴彈袭击敌人，在训练新“杀手”（sicario）或新成员时会吃掉一些受害者。
哈利斯科新生代贩毒集团成立于2009年，由千年贩毒集团分裂而来。此后哈利斯科新生代贩毒集团击败了同样由千年贩毒集团分裂而来的联合贩毒集团，控制了千年贩毒集团的走私网络。哈利斯科新生代贩毒集团在半年时间内将其行动网络从沿海扩展到内陆，至2012年已成为最强力的犯罪集团之一。该集团出现后，哈利斯科州凶杀案、绑架案和乱葬坑的报告数量激增。据信至2018年，该集团在墨西哥全境已拥有100多个甲基苯丙胺实验室。按街头毒品平均价计算，该组织每年的可卡因交易净额可达80亿美元，冰毒交易净额可达46亿美元。该集团正与新广场贩毒集团争夺瓜达拉哈拉，与特皮托联盟争夺墨西哥城，与洛斯伟哥斯和米却肯家族争夺米却肯州和格雷羅州，与洛斯哲塔斯争夺韋拉克魯斯州和普埃布拉州，与东北贩毒集团争夺薩卡特卡斯州，与錫那羅亞販毒集團争夺下加利福尼亞州、索諾拉州、華雷斯城、萨卡特卡斯州和恰帕斯州，与圣罗莎德利马贩毒集团争夺瓜納華托州；与萨卡特卡斯州的海湾贩毒集团和华雷斯城的线路帮派结盟。
哈利斯科新生代贩毒集团是墨西哥政府认定的该国最危险的犯罪组织之一，也是仅次于錫那羅亞販毒集團的该国第二大贩毒集团。该集团军事化程度很高，比其他犯罪组织更加暴力。